# Bopyrinella stricticauda
Bopyrinella stricticauda is een pissebed uit de familie Bopyridae. De wetenschappelijke naam van de soort is voor het eerst geldig gepubliceerd in 1933 door Monod.